# طراحی هنری بازی ویدئویی
طراحی هنری بازی ویدئویی (به انگلیسی: Game art design) به فرایند ایجاد مدل‌های دوبعدی یا سه‌بعدی خام برای طراحی بازی گفته می‌شود. این بخش از صنعت بازی‌سازی زیرمجموعه‌ای از توسعه بازی‌های ویدئویی است. در این مرحله از ساخت بازی، طراح وظیفه دارد تا مدل‌سازی سه‌بعدی را برای شخصیت‌ها، محیط و ... با الهام از شخصیت و محیط واقعی، با کمک ابزارهایی چون موشن کپچر انجام دهد. این فرایند در مدل‌سازی دوبعدی به شیوه‌های آسان‌تر انجام می‌شود.و در طراحی هنری بازی ویدئویی اگر بازی برای مثال فانتزی باشد باید از محیط غیر واقعی استفاده کرد.